# Bendemeer
Bendemeer – miasto w Australii, w stanie Nowa Południowa Walia.